# Cira Crespo
Cira Crespo Cabillo ( 16 de octubre de 1980, Barcelona) es una historiadora, escritora y feminista.

## Biografía
Cira Crespo es doctora en Historia clásica desde 2011 por la Universidad Autónoma de Barcelona. Actualmente vive en el País Vasco. Ha trabajado principalmente en la difusión de la historia de la maternidad y la mujer; en la misma línea, incluida Maternalias, ha publicado un monográfico sobre la historia de la maternidad (Ed Obstare, 2013) y ha elaborado e impartido los cursos culturales Mujeres que cambiaron la historia (2018) y Mujeres en la antigüedad clásica (2015) en Vitoria. También ha organizado talleres para madres en la Escuela de Empoderamiento Feminista. Escribe para diversos medios como en el semanario Alea. 

## Obras
- Maternalias. De la historia de la maternidad (Ed Obstare, 2013).[2][3]
- Madres en red. Del lavadero a la blogosfera (Clave Intelectual, 2014). Con Visa Mariona.
- La mujer de la Antigüedad Clásica (2015)
- Mujeres que cambiaron la historia (2018).
- Baginen (2020) Historia del País Vasco a través de la mujer. Con ilustraciones de Elena Ziordia.[4][5][6]

## Premios
- Premio de las librerías de Navarra 2021, en la categoría de libros en euskera, Baginen-Euskal Herriko historia emakumeen bitartez (Baginen-Historia del País Vasco a través de la mujer).[7]